# Escita (pintor)

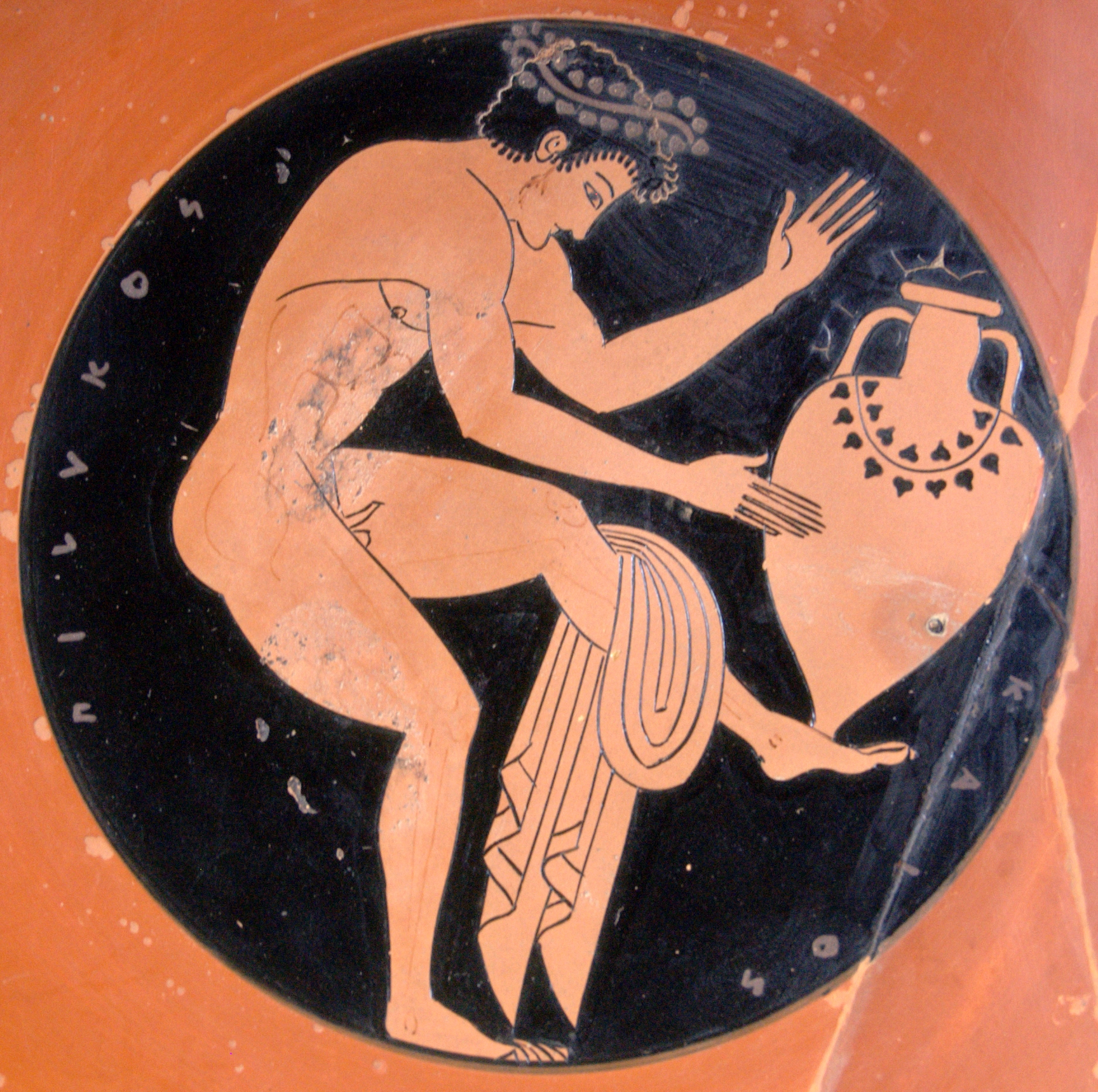
Comasta en el tondo de una copa bilingüe del Louvre, inscripción: ΕΠΙΛΥΚΟΣ ΚΑΛΟΣ, Epilykos kalos, «Epilykos es hermoso», circa 510/500 a. C.

Escita (en griego antiguo: Σκύθης, romanizado: Skythēs) fue un pintor de cerámica ática de figuras rojas y negras, cuyo período creativo está datado entre el 525 y el 505/490  a. C. en Atenas.
Fue uno de los primeros pintores de figuras rojas. Sus firmas se conocen en varios vasos. En total, se le han atribuido al menos 60 vasos diferentes. Además de la técnica de figuras rojas, también utilizó la cerámica bilingüe. Es posible que también trabajara como alfarero, y se cree que colaboró con Cacrilión.
Es considerado en la investigación moderna como una especie de solitario, ya que su trabajo es difícil de clasificar en los talleres y grupos de pintores. Firmó en cuatro copas. Se le asignaron unos veinte más y dos pequeños soportes de dinos basados en análisis estilísticos. Sus primeras obras fueron creadas poco después de la invención de la cerámica de figuras rojas. En tres obras bilingües también muestra sus habilidades en el viejo estilo de la figuras negras. Muestra imágenes inusuales de figuras rojas en el interior y en el exterior imágenes de figuras negras en un fondo rojo coral. Tanto en la imagen interior como en ambos lados de la imagen exterior muestra una sola figura cada uno. Tres de estas copas han sobrevivido. Pertenece a la primera generación de pintores de vasos que se especializaron en las copas.
En sus dibujos de figuras representa a las personas de una manera exageradamente fea o brutal y al hacerlo probablemente pretende deliberadamente cómico, incluso satírico, en contra de la norma griega. Especialmente sus caras muestran un inusual sentido del humor. Tal vez esto lo caracteriza, como su nombre lo indica, como no ateniense, aunque es un maestro del repertorio artístico de la polis. Si no era escita, su apodo probablemente denotaba cierta extravagancia o individualidad. En la Acrópolis había dos paneles pintados de negro, firmados por un escita, que se cree que fueron pintados por el pintor de vasos.
En sus vasos a veces alaba el nombre de Kalos Epilykos. El pintor Pédico también usa este nombre, por lo que algunos investigadores lo consideran el escita tardío. En un vaso de Fincias, Epilykos también se muestra como un atleta. Algunos de los vasos fueron a veces erróneamente atribuidos a Epilico como el pintor. A raíz de esta inscripción kalós, Escita pertenece a la clase Epílico. Su efebo favorito era Epilico.

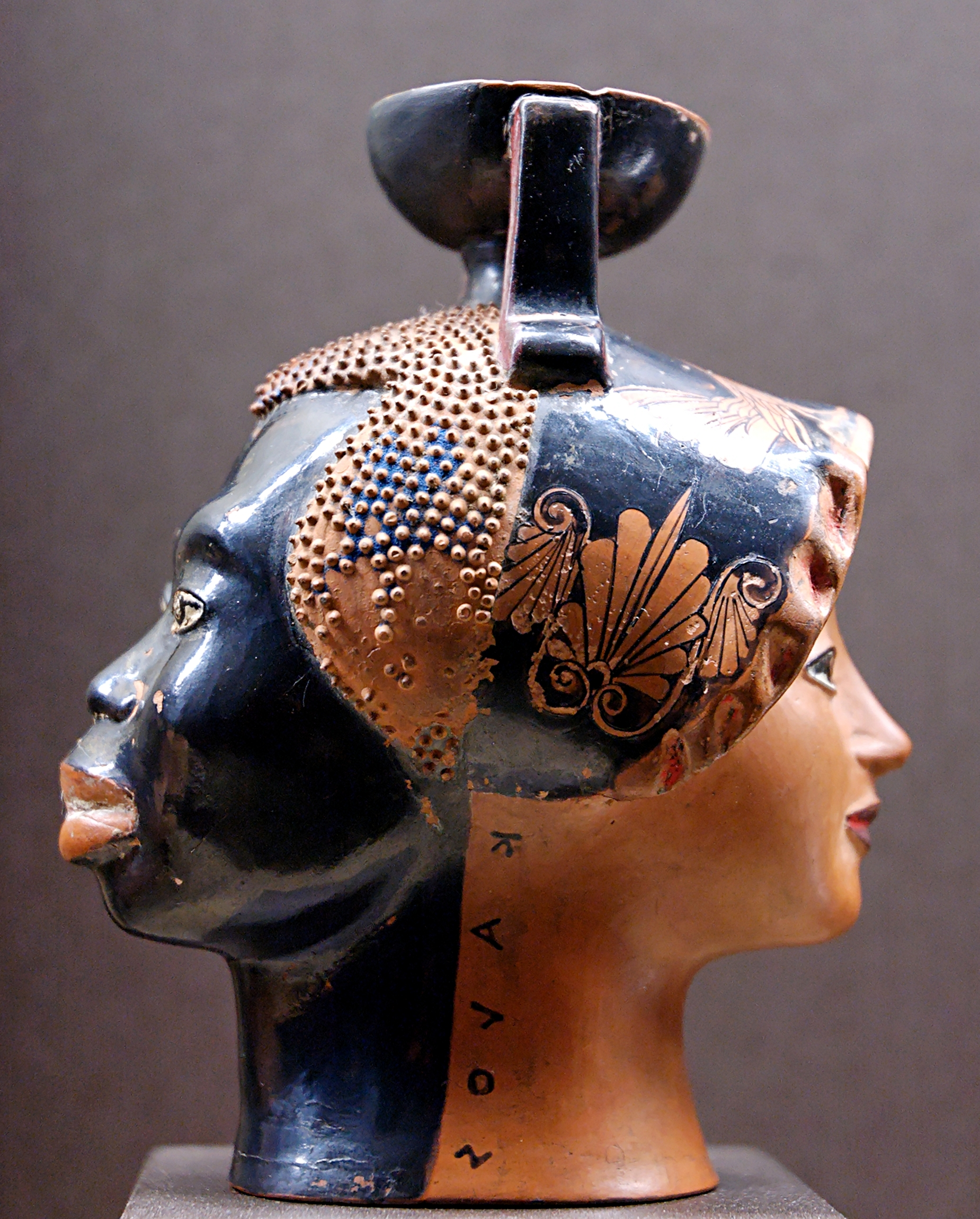
Aríbalo janiforme de dos caras, c. 520–510 a. C.
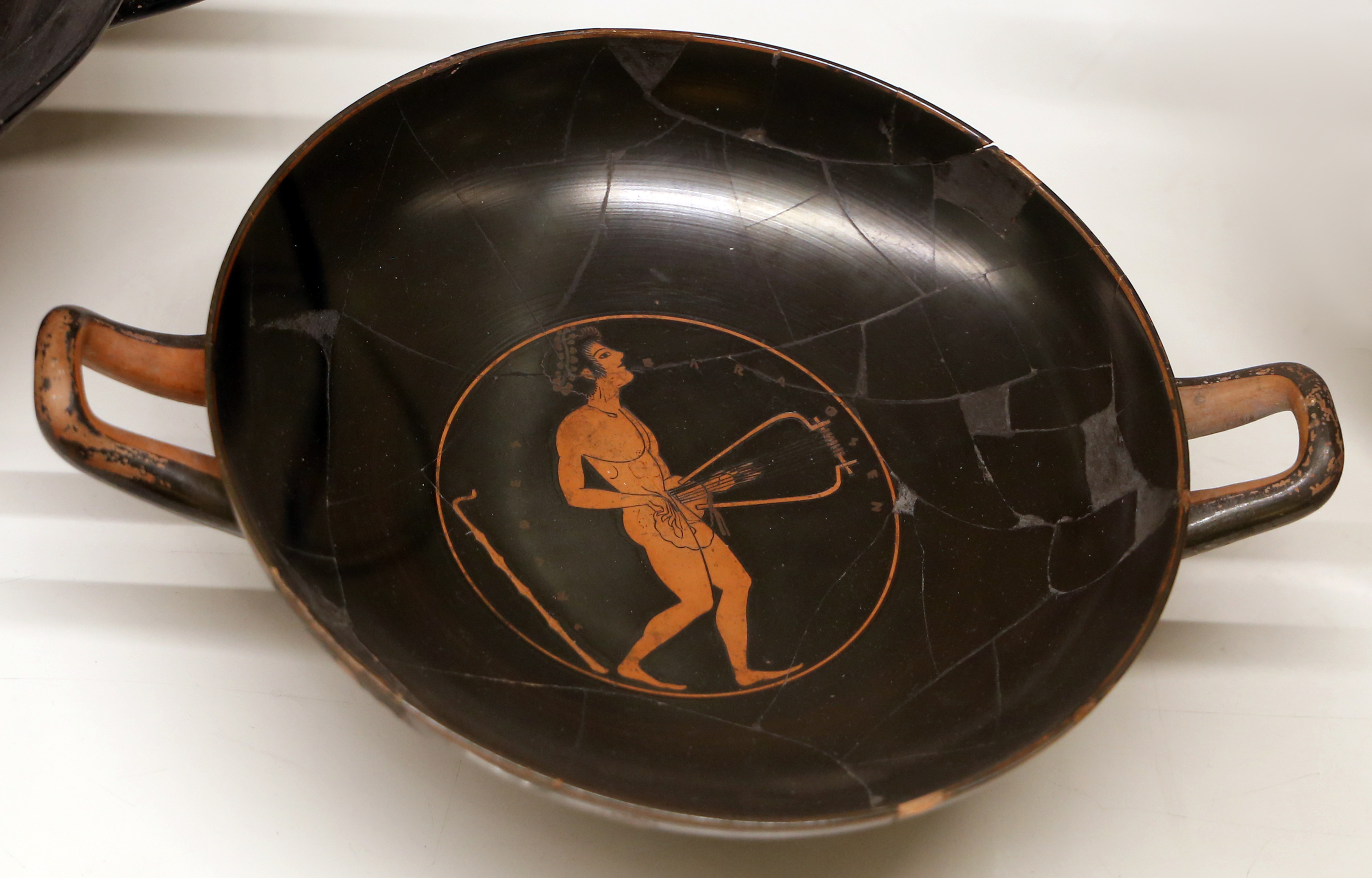
Kílix, c. 520 a. C.
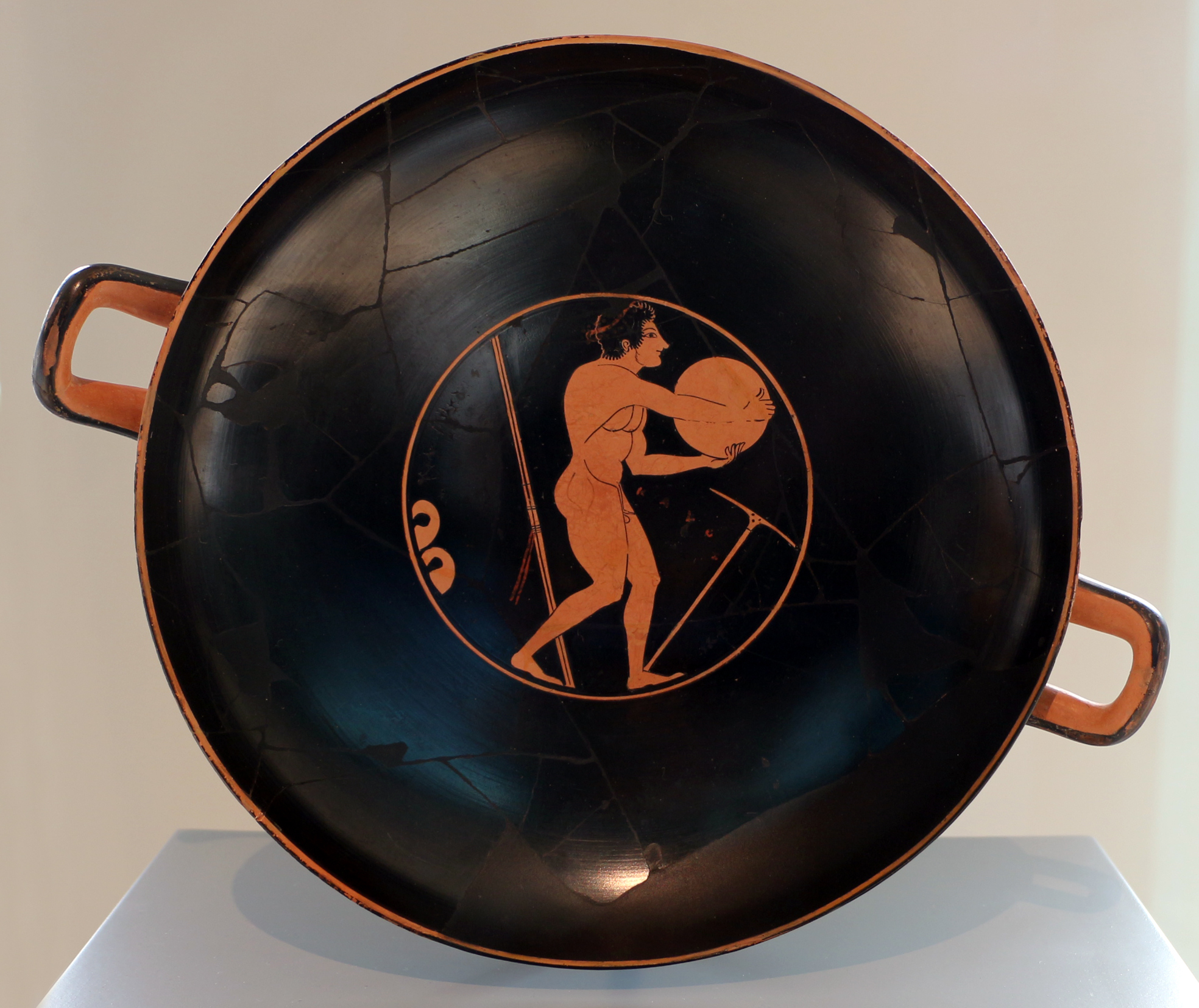
Kílix, c. 510 a. C.
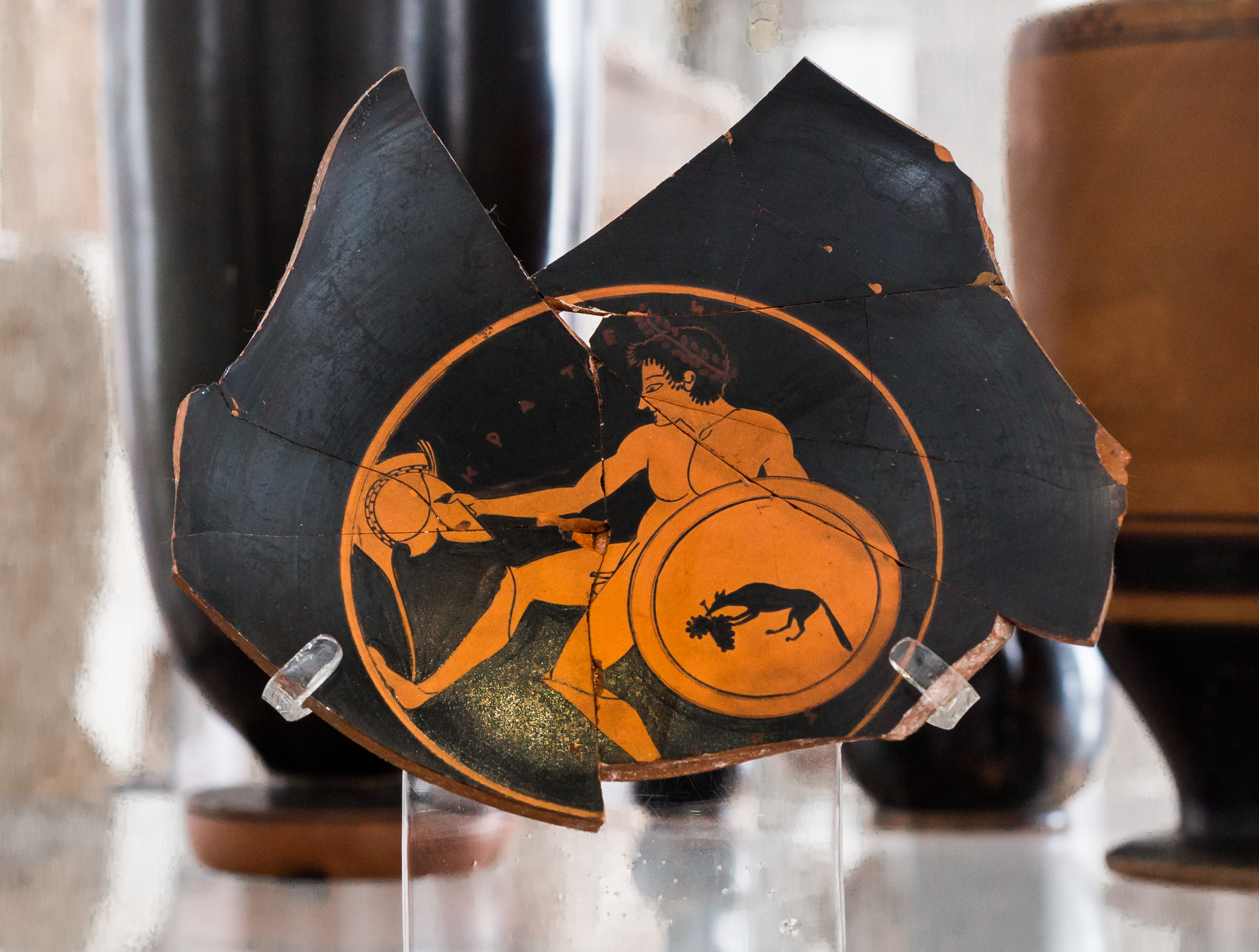
Parte de un kílix, c. 510–500 a. C.
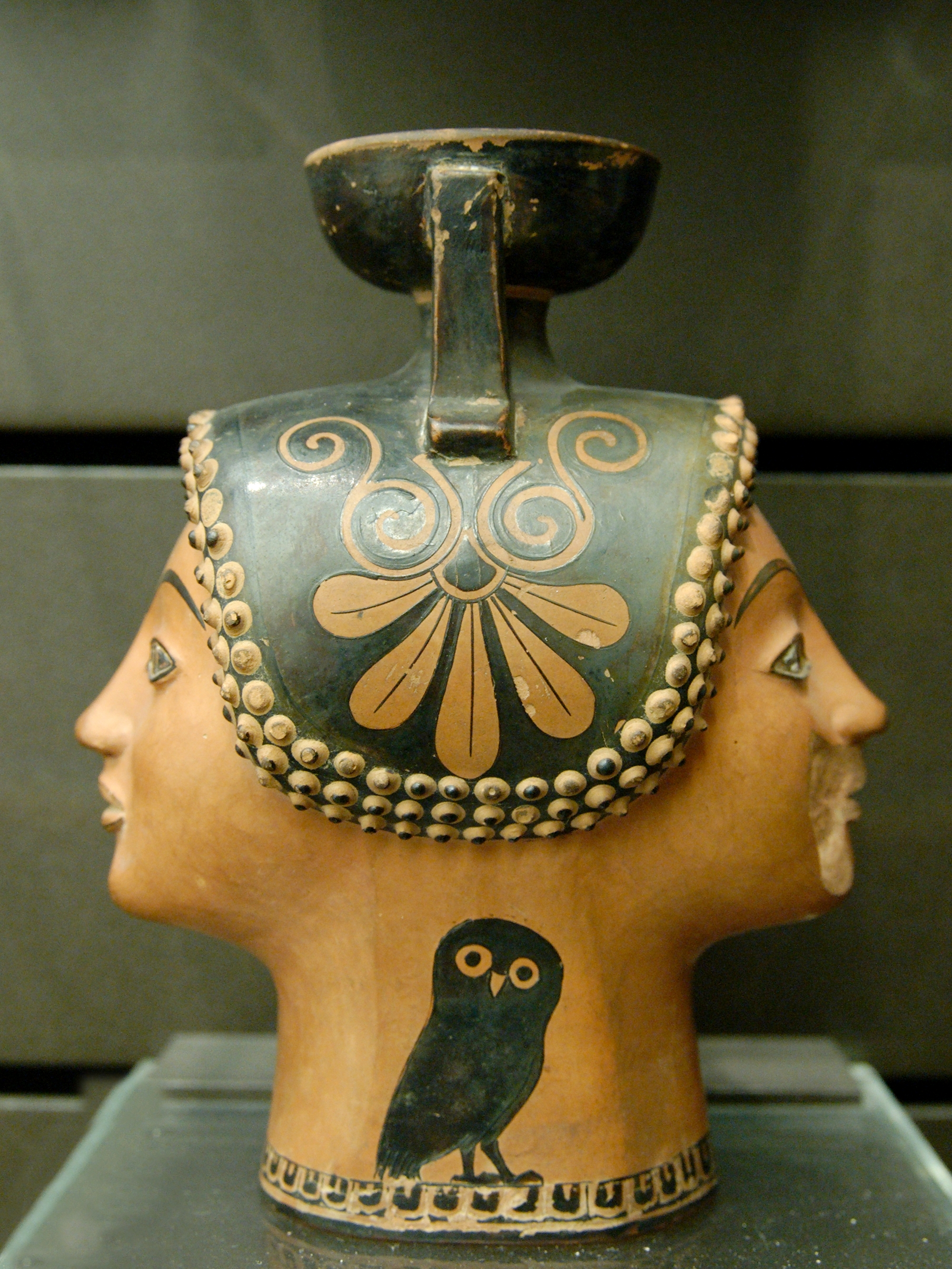
Aríbalo de dos caras, c. 510–500 a. C.